# Paspalum acuminatum
Paspalum acuminatum är en gräsart som beskrevs av Giuseppe Raddi. Paspalum acuminatum ingår i släktet tvillinghirser, och familjen gräs. Inga underarter finns listade i Catalogue of Life.